# マグネシウムホイール

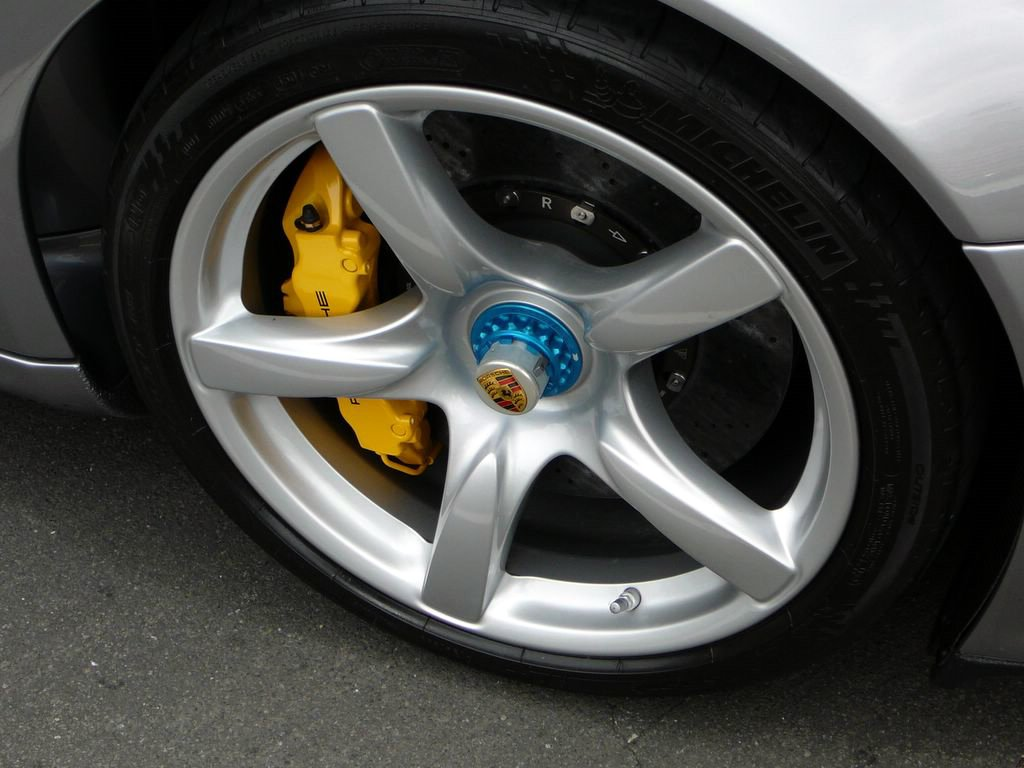
2005年式ポルシェ・カレラGTのマグネシウムホイール

マグネシウムホイール (Magnesium wheel) は、素材にマグネシウム合金を使ったロードホイールである。

## 解説
マグネシウム合金はアルミニウムよりも軽量であり、アルミホイール以上に走行性能、燃費性能の向上が期待できる。しかし、量産が効きにくく高価であり、またサイズが限定されているという汎用性の少なさから、あまり一般的ではない。また、素材の特性として、塩分や腐食や衝撃にかなり弱い点が挙げられる。製法は鋳造による場合と鍛造による場合に大別される。鋳造の場合は成型の自由度が高く、より軽量だが強度に劣る。また少量生産のため砂型鋳造を用いるが、概して生産性が低く、歩留まりが悪い。鍛造の場合は成型の自由度が劣るため、切削による追加工が全面に施される。
腐食に弱い点については、塗装や防錆処理が剥がれたら速やかに補修しなければならない。大気に曝露すると水分や酸素などと反応して腐食・錆びが起こり、急速に強度が低下するためである。塩分に弱い点は海岸沿いに普段駐車している場合は頻繁に水洗いしないと錆が発生する恐れがある（説明書に注意書きがしてあるほどである）。
衝撃に弱い点については、特にスポーツ性を謳った、極度に軽さを重視した製品に顕著であるが、ギャップや縁石を踏むとホイール自体が完全に割れることがある（四輪の場合はたいてい、負荷が掛かるハブボルトあたりを境に割れ、ホイール全体が外れてしまう）。
最高速度400km/h以上を謳うブガッティ・ヴェイロンは、400km/h級の最高速度アタックを行う際には純正装着のマグネシウムホイールとタイヤは必ず新品に交換するように明示されている。このような超高性能車の場合にはマグネシウムホイール自体が消耗品であるという前提の元で車両の販売が行われている。
なお、マグネシウム合金そのものは、アルミニウムよりも比重が軽いものの、一般的に流通している合金では比強度の面では若干劣る素材である（航空機用とされるものにはアルミニウム合金よりも高強度のマグネシウム系合金も存在する）。そのため、耐衝撃性や耐久性まで考慮してアルミニウムと同じ強度を発揮するように設計した場合は、重量低減の面ではさほど差がない場合が多い。また、自動車用のアフターマーケットパーツとして販売されるものの中には、公道使用に適合する旨JWLマークを表示する製品もあるが、実質的にはサーキット用と考えたほうがよい。

## 製品
鋳造マグネシウムホイールと、鍛造マグネシウムホイールがある。また、極まれにマグネシウム板を溶接して作られたホイールもある。
- LAF ジャパン - 酸化抑制をした新マグネシウム合金を使用した、鋳造マグホイールを開発。
- トヨタ・2000GT - 日本の市販車として初めてマグネシウムホイールを採用した。[2]
- 日産・フェアレディZ432
- BBS RE-Mg
- RAYS TE37 Mag
- RSワタナベ エイトスポーク Mg
- BITO R&D マグ鍛（二輪車用）

## 事故
超電導リニアの実験車両MLU002の補助支持車輪がマグネシウムホイールであったが、ゴムタイヤでの走行中のパンクにより、ロックしたマグネシウムホイールがコンクリート軌道に直に接してしまい発火、車両火災が発生した。
マグネシウム合金の性質上、高速回転するホイールがタイヤのバーストなどで路面に直に接してしまうと、上記の例の通り切粉が発火する危険性があり、消火に水を使用できない為、マグネシウムホイールを自動車に装着する場合は万が一の事態に備え、消火器などを車両に備え付けて置く事が望ましい。